# Briggeraceae
Famille
Les Briggeraceae sont une famille d'algues de l'embranchement des Bacillariophyta (Diatomées), de la classe des Mediophyceae et de l’ordre des Briggerales.

## Étymologie
Le nom de la famille vient du genre type Briggera, donné en hommage à A. L. Brigger de Yucaipa (Californie) qui récolta et monta un grand nombre de spécimens de diatomées.

## Description
Le genre type Briggera fut décrit comme suit par Ross Sims : 

« Les frustules sont unis en chaînes droites, généralement inséparables, aussi profondes à beaucoup plus profondes que leur longueur apicale.
Les valves sont bipolaires, traversées par deux sillons (un seul chez les petits spécimens), avec deux élévations généralement robustes et renflées au-dessus. Les aréoles sont poroïdes et, à l'exception de celles des pseudocelles, sont distantes. Les Pseudocelles sont généralement grands, à marges indéfinies, sur la partie distale et parfois aussi sur la surface supérieure des pointes et des élévations, parfois presque divisés en deux par une zone hyaline (transparentes comme du verre). Des épines de liaison (spine) sont présentes au nombre maximum de 5, insérées sur le bord proximal du sommet des élévations, généralement élargies au-dessus et emboîtées. Il existe des cingulum (petite bande silice), au nombre de 3, 4 ou plus, qui apparaissent comme des bandes ouvertes et profondes »

.
Note : le vocabulaire ci-dessus, spécifique aux diatomées (notamment les mots en italique), est explicité dans le glossaire anglophone cité en référence.

## Distribution
Le genre type Briggera est un fossile de l'étage Crétacé supérieur (-100 à -66 Ma) qui persiste jusque dans le  Miocène inférieur (environ -20 Ma).

## Liste des genres
Selon AlgaeBase (5 août 2022) :
- Briggera R.Ross & P.A.Sims, 1985  †
- Dicladiopsis De Toni, 1894
- Maluina R.Ross & P.A.Sims, 1987
- Pseudoaulacodiscus Vekschina, 1961

## Systématique
Le nom correct complet (avec auteur) de ce taxon est Briggeraceae Nikolaev & Harwood, 2000.